# Louis Chaillot
Louis Chaillot (Chaumont, 2 de marzo de 1914-Aubenas, 28 de enero de 1998) fue un deportista francés que compitió en ciclismo en la modalidad de pista.
Participó en dos Juegos Olímpicos de Verano en los años 1932 y 1936, obteniendo tres medallas, oro y plata en Los Ángeles 1932 y bronce en Berlín 1936. Ganó una medalla de bronce en el Campeonato Mundial de Ciclismo en Pista de 1946.

## Medallero internacional
| Juegos Olímpicos   | Juegos Olímpicos             | Juegos Olímpicos  | Juegos Olímpicos     |
| Año                | Lugar                        | Medalla           | Competición          |
| ------------------ | ---------------------------- | ----------------- | -------------------- |
| 1932               | Los Ángeles (Estados Unidos) | Medalla de oro    | Tándem               |
| 1932               | Los Ángeles (Estados Unidos) | Medalla de plata  | Velocidad individual |
| 1936               | Berlín (Alemania)            | Medalla de bronce | Velocidad individual |
| Campeonato Mundial |                              |                   |                      |
| Año                | Lugar                        | Medalla           | Competición          |
| 1946               | Zúrich (Suiza)               | Medalla de bronce | Medio fondo (P)      |